# Drosera radicans
Drosera radicans este o specie de plante carnivore din genul Drosera, familia Droseraceae, ordinul Caryophyllales, descrisă de N.Marchant.
Este endemică în:
- Ashmore-Cartier Is..
- Western Australia.

Conform Catalogue of Life specia Drosera radicans nu are subspecii cunoscute.